# Molena
Molena és una població dels Estats Units a l'estat de Geòrgia. Segons el cens del 2000 tenia 475 habitants.

## Demografia
Segons el cens del 2000, Molena tenia 475 habitants, 134 habitatges, i 110 famílies. La densitat de població era de 105,4 habitants/km².
Dels 134 habitatges en un 42,5% hi vivien nens de menys de 18 anys, en un 64,2% hi vivien parelles casades, en un 12,7% dones solteres, i en un 17,9% no eren unitats familiars. En el 13,4% dels habitatges hi vivien persones soles el 5,2% de les quals corresponia a persones de 65 anys o més que vivien soles. El nombre mitjà de persones vivint en cada habitatge era de 3,06 i el nombre mitjà de persones que vivien en cada família era de 3,36.
Per edats la població es repartia de la següent manera: un 25,9% tenia menys de 18 anys, un 6,9% entre 18 i 24, un 26,1% entre 25 i 44, un 20% de 45 a 60 i un 21,1% 65 anys o més.
L'edat mediana era de 38 anys. Per cada 100 dones de 18 o més anys hi havia 69,2 homes.
La renda mediana per habitatge era de 40.673 $ i la renda mediana per família de 41.818 $. Els homes tenien una renda mediana de 31.875 $ mentre que les dones 17.656 $. La renda per capita de la població era de 12.369 $. Entorn del 6,3% de les famílies i el 10% de la població estaven per davall del llindar de pobresa.

## Poblacions més properes
El següent diagrama mostra les poblacions més properes.